# Liara T'Soni
Liara T'Soni è un personaggio principale della serie di videogiochi Mass Effect. È membro della squadra di Shepard in tutti i titoli della trilogia della BioWare (in Mass Effect 2 solo nel DLC L'Ombra) e protagonista della mini serie a fumetti Mass Effect: Redemption.

## Caratteristiche
Liara è un'Asari, specie umanoide asessuata originaria del pianeta di Thessia. In quanto tale, Liara potrà avere una relazione con il protagonista indipendentemente dal suo sesso. Affascinata dalla civiltà Prothean sin dalla più tenera età, Liara ottiene subito l'opportunità di poter intraprendere degli studi archeologici una volta laureatasi presso l'universitá di Serrice su Thessia. È una purosangue (in quanto figlia dell'unione di due Asari), termine spesso usato in modo dispregiativo dal popolo Asari in quanto l'unione tra due Asari è generalmente malvista dalla società. Al momento dell'incontro con Shepard, Liara ha 106 anni, un'età molto giovane per gli standard delle Asari, che possono vivere oltre mille anni.
Come tutte le Asari, dispone di un discreto assortimento di abilità biotiche, ma il suo utilizzo delle armi è limitato alle sole pistole.
Il viso di Liara è stato modellato sull'aspetto dell'attrice Jillian Murray.

## Storia

### Mass Effect
La squadra di Shepard viene a conoscenza di Liara quando le viene nominata dall'ambasciatore Udina sulla Cittadella in quanto figlia della matriarca Benezia, stretta collaboratrice di Saren, obiettivo primario della missione del comandante. Viene tempestivamente salvata da Shepard da un attacco dei Geth su Therum, da cui si era fino a quel momento difesa grazie a un campo di forza che lei stessa ha attivato, rimanendovi però immobilizzata. Portata a bordo della Normandy, dichiara che non ha contatti dalla madre da parecchi anni, e che non può quindi dare informazioni sui piani di Saren. Tuttavia, in quanto esperta della cultura Prothean, viene accolta nella squadra da Shepard.

### Mass Effect: Redemption
Liara si salva dall'attacco dei Collettori alla Normandy grazie a Shepard, che la costringe a salire su una navetta di salvataggio e allontanarsi, nonostante lei desideri rimanere ad aiutare gli altri. Dopo la morte del comandante, riesce a sottrarre il suo corpo dagli uomini dell'Ombra, che aveva intenzione di venderlo ai Collettori, grazie a Feron, un agente traditore dell'Ombra, che viene però catturato. Liara cede il corpo di Shepard all'associazione umana terroristica Cerberus, che dichiara di poterlo riportare in vita.

### Mass Effect 2
Due anni dopo Shepard è tornato in vita, e rincontrerà Liara sul pianeta Asari Illium, sul quale l'ex scienziata si è stabilita e ha ottenuto grande fama come esperta acquirente e venditrice di informazioni, ai pari dell'Ombra, che però la cerca per eliminarla. Shepard aiuta Liara a smascherare e liberarsi dello Spettro Asari Tela Vasir che era segretamente incaricata di ucciderla, e, scoperto dove si trova, raggiunge il quartier generale dell'Ombra ed elimina anch'egli liberando Feron, che era prigioniero nella base. Ora Liara ha l'opportunità di diventare la nuova Ombra, poiché nessuno sa la sua identità, e la coglie al volo.

### Mass Effect: Homeworlds
Liara raggiunge il pianeta natale degli Hanar per trovare più materiale su cui lavorare per poter combattere i Razziatori. Nelle rovine Prothean in cui si dirige trova però un agente di Cerberus che tenta di ucciderla, ma invano. In quel momento appare l'Uomo Misterioso, che cerca di convincerla a collaborare con Cerberus. Liara rifiuta e raccoglie le informazioni trovate nel sito, mentre l'Uomo Misterioso le giura vendetta.
Liara decide quindi di recarsi su Marte per utilizzare al meglio le informazioni trovate.

### Mass Effect 3
Sapendo che Cerberus avrebbe attaccato e distrutto la base dell'Ombra, Liara lascia la nave il prima possibile e contatta l'ammiraglio dell'Alleanza Steven Hackett per avere il permesso di partecipare agli studi sui reperti Prothean su Marte. Shepard la incontra sul pianeta quando lascia la Terra, in quel momento sotto attacco dei Razziatori, e si unisce alla sua squadra dopo che Cerberus ha smantellato l'intera struttura scientifica.